# Sperm Bluff
Das Sperm Bluff ist ein auffälliges, 5 km langes und über 1000 m hohes Felsenkliff im ostantarktischen Viktorialand. Es bildet das nordöstliche Ende der Clare Range im Transantarktischen Gebirge. 
Kartografiert und benannt wurde es von Teilnehmern der Terra-Nova-Expedition (1910–1913) unter der Leitung des britischen Polarforschers Robert Falcon Scott. Namensgebend war die Form des Kliffs aus östlicher Blickrichtung, bei der die Nordseite an den Kopf eines Pottwals (englisch sperm whale) erinnert. 